# Ях'я ібн Асад
Ях'я ібн Асад (*д/н — 855) — намісник Шаша і Уструшані в 819—855 роках.

## Життєпис
Походив з династії Саманідів. Син Асада ібн Самана. Разом із братами відзначився, коли придушили повстання арабського намісника Самарканду Рафі ібн Лайса. В нагороду 819 року призначається Гасаном ібн Абадом, валі Хорасану, намісником міст Шаш і Уструшан з областю (амалом). 821 року новий валі — Тахір ібн Гусейн — підтвердив призначення.
Щорічно сплачував данину до скарбниці халіфу від Шашу в 607 тисяч мусеябських дирхемів, Усрушана — 50 тисяч дирхемів, з них 48 тисяч мухаммедійських і 2 тисячі мусеябських. Це свідчить про значний економічних розвиток міст, чому сприяло вправне керування Ях'ї ібн Асада. У 839 році спільно з братом Нухом виступив на допомогу Тахіру, сина хорасанського валі Абдалли, завдавши поразки кочівникам огузам, що вдерлися до Мавераннахра.
У 842 році після смерті старшого брата Нуха розділив з іншим братом Ахмадом його володіння, отримавши Самарканд. Втім, поступово в Самарканді вплив набув брат Ахмад. Але Ях'я продовжував мирно правити й помер у 855 році. Після цього його володіння успадкував брат Ахмад ібн Асад.